# Elena Frías de Chávez
Elena Frías de Chávez   (Sabaneta, 14 de maig de 1935) és la mare d'Hugo Chávez, expresident de Veneçuela des de 1999 fins a la seva mort el 2013, i dels polítics Aníbal, Argenis i Adán Chávez.
Mestra jubilada, va ser la primera dama de l'estat Barinas mentre el seu marit Hugo de los Reyes Chávez ostentava el càrrec de governador d'aquest estat. Va créixer prop de la vila de San Hipólio, proper a la ciutat capital de Barinas, i als 16 anys va conèixer a Hugo de los Reyes Chávez, quan aquest tenia 19 anys i treballava com un professor d'escola rural. La parella va tenir sis fills, incloent a Hugo, el segon en néixer.